# اسدالله یکتا
اسدالله انصاری یکتا (زاده ۲۳ آذر ۱۳۲۶ - تهران) بازیگر ایرانی است. او که در سینمای ایران به عنوان بازیگر کوتاه قامتان مطرح است در بیش از ۹۳ فیلم ایرانی به ایفای نقش پرداخته‌است.

## تقدیرها
از او در اولین دوره جشن منتقدان در سال ۱۳۸۵ تقدیر شد که البته به دلیل بیماری نتوانسته بود در این مراسم حاضر شود. همچنین در سال ۱۳۸۹ در جشن «بچه‌های دیروز» با تجلیل از هنرمندان حوزه کودک و نوجوان، از وی تقدیر شد و تندیس قدردانی، توسط داود رشیدی به وی اهدا شد.

## فیلم‌شناسی[۵]

### سینمایی
- عکس پائیزی (۱۳۹۹)
- چند می‌گیری گریه کنی ۲ (۱۳۹۹)
- نارگیل (۱۳۹۸)
- سامورایی در برلین (۱۳۹۷)
- زندانی‌ها (۱۳۹۷)
- تهران لندن (۱۳۹۷)
- شرایط خاص (مجموعه تلویزیونی) (۱۳۹۷)
- چهارراه استانبول (۱۳۹۶)
- کویر آرام (۱۳۹۶
- دخمه (۱۳۹۶)
- دارکوب (۱۳۹۶)
- نهنگ عنبر ۲ (سلکشن رؤیا) (۱۳۹۵)
- خفگی (۱۳۹۵)
- ماه تی تی (۱۳۹۵)
- گشت ۲ (۱۳۹۵)
- رسوایی (۱۳۹۱)
- نیکان و بچه غول (۱۳۹۱)
- مهمان بابا (۱۳۹۰)
- صداست که می‌ماند (۱۳۹۰)
- ننه نقلی (۱۳۹۰)
- کنسرت روی آب(۱۳۸۹)
- ورود زنده‌ها ممنوع (۱۳۸۸)
- صندلی خالی (۱۳۸۷)
- استخوونای بابام (۱۳۸۶)
- زن بدلی (۱۳۸۵)
- اگه می‌تونی منو بگیر (۱۳۸۵)
- چند می‌گیری گریه کنی (۱۳۸۴)
- کوچولوی خوش‌شانس (۱۳۸۳)
- گاهی به آسمان نگاه کن (۱۳۸۱)
- بوی کافور، عطر یاس (۱۳۷۸)
- عشق شیشه‌ای (۱۳۷۸)
- تارهای نامریی (۱۳۷۶)
- طالع سعد (۱۳۷۴)
- کاکادو (۱۳۷۳)
- مستأجر (۱۳۷۱)
- دو همسفر (۱۳۷۰)
- علی و غول جنگل (۱۳۶۹)
- شنگول و منگول (۱۳۶۸)
- هامون (۱۳۶۸)
- زرخرید (۱۳۵۷)
- حرفه‌ای (۱۳۵۵)
- مردی در آتش (۱۳۵۵)
- فرار از حجله (۱۳۵۴)
- کوثر (۱۳۵۳)
- صخره سیاه (۱۳۵۲)
- عروس و مادرشوهر (۱۳۵۲)
- هفت دلاور (۱۳۵۲)
- آخرین نبرد (۱۳۵۱)
- آشوبگر (۱۳۵۱)
- خردجال (۱۳۵۱)
- یک میلیونر و دو مفلس (۱۳۵۱)
- احساس داغ (۱۳۵۰)
- احمد چکمه‌ای (۱۳۵۰)
- رعد و برق (۱۳۵۰)
- زیر بازارچه (۱۳۵۰)
- شب عروسی (۱۳۵۰)
- عزیز قرقی (۱۳۵۰)
- وحشی جنگل (۱۳۵۰)
- شاطر عباس (۱۳۵۰)
- آدم و حوا (۱۳۴۹)
- ارادتمند شما عزرائیل (۱۳۴۹)
- بابا کرم (۱۳۴۹)
- جعفر و گلنار (۱۳۴۹)
- رسوایی (۱۳۴۹)
- زیبای جیب‌بر (۱۳۴۹)
- شهر هرت (۱۳۴۹)
- عروس بیانکا (۱۳۴۹)
- فریاد انسان‌ها (۱۳۴۹)
- قهرمانان نمی‌میرند (۱۳۴۹)
- بهشت دور نیست (۱۳۴۸)
- دزد و پاسبان (۱۳۴۹)
- ضرب شست (۱۳۴۸)
- قصه دل‌ها (۱۳۴۸)
- قهوه‌خانه قنبر (۱۳۴۸)
- گربه کور (۱۳۴۸)
- گناه زیبایی (۱۳۴۸)
- فرجام (فیلم) (۱۳۴۷) - نمایش داده نشد
- سالار مردان (۱۳۴۷)
- قوس و قزح (۱۳۴۷)
- کشتی نوح (۱۳۴۷)
- عمو سبزی فروش (۱۳۴۶)
- گل‌آقا (۱۳۴۶)
- کلید بهشت (۱۳۴۵)
- مراد ولاله (۱۳۴۴)

### مجموعه تلویزیونی
- ۱۴۰۳ -  بدل
- ۱۴۰۱ - مستوران
- ۱۴۰۰ - نیسان آبی
- ۱۳۹۹ - آخر خط
- ۱۳۹۸ - ستایش ۳
- ۱۳۹۸ - شرایط خاص
- ۱۳۸۲ - او مثبت (نوروز ۱۳۸۳)
- فوتبالیست‌ها[۶] (۱۳۸۲)
- ۱۳۸۰ - هزاران چشم
- ۱۳۷۴ - داستان یک زندگی
- ۱۳۷۱–۱۳۷۲ - آپارتمان
- چاق و لاغر
- خندوانه